# Einar Uvsløkk
Einar Uvsløkk (né le 11 mars 1985 à Trondheim) est un coureur norvégien du combiné nordique, Champion du monde junior et vainqueur de la Coupe du monde B.

## Carrière
Einar Uvsløkk a fait le 15 mars 2003 sa première apparition en compétitions internationales, dans une épreuve de Coupe du Monde B à Stryn dont il termina quarantième. Il remporta par la suite le classement général de cette compétition lors de la saison 2006/2007, durant laquelle il remporta trois victoires et cinq podiums. 
Il a débuté en Coupe du Monde le 28 février 2004, à Oslo, en terminant 46e. Durant la saison 2003/2004, il a participé à une autre épreuve sans pour autant réussir à marquer ses premiers points au classement général. Il en alla de même lors de la Coupe du Monde 2004/2005.
Il a participé au Championnat du monde juniors à Stryn et y a remporté une médaille d'or par équipes, tout en se classant quatrième dans le gundersen individuel et dixième du sprint. Un an plus tard, lors du Championnat du monde juniors de Rovaniemi, il termine cinquième par équipes, septième du gundersen et seizième du sprint. 

## Résultats

### Championnats du monde juniors
| Rang | Jour         | Année | Lieu      | Épreuve                                                                                    | Temps du vainqueur | Débours         | Vainqueur    |
| ---- | ------------ | ----- | --------- | ------------------------------------------------------------------------------------------ | ------------------ | --------------- | ------------ |
| 4.   | Le 4 février | 2004  | Stryn     | Gundersen K90/10 km                                                                        | 26:06.3 minutes    | +3:30.7 minutes | Petter Tande |
| 1.   | Le 6 février | 2004  | Stryn     | Par équipes Norvège- Einar Uvsløkk - Mikko Kokslien - Jon-Richard Rundsveen - Petter Tande | 58:03.0 minutes    | -               | -            |
| 10.  | Le 8 février | 2004  | Stryn     | Sprint K90/7.5 km                                                                          | 14:02.1 minutes    | +1:33.5 min     | Petter Tande |
| 7.   | Le 22 mars   | 2005  | Rovaniemi | Gundersen HS100/10 km                                                                      | 25.56.6 minutes    | +2:26.5 minutes | Petter Tande |
| 5.   | Le 24 mars   | 2005  | Rovaniemi | Par équipes Norvège- Petter Tande - Einar Uvsløkk, - Thomas Kjelbotn - Mikko Kokslien      | 44:17.1 minutes    | +2:19.8 minutes | Allemagne    |
| 16.  | Le 26 mars   | 2005  | Rovaniemi | Sprint HS100/5.0 km                                                                        | 14:02.1 minutes    | +1:46.5 min     | Petter Tande |

### Coupe du monde

#### Classement général
- la saison 2003/2004: -
- saison 2004/2005: -

#### Places sur le podium dans l'ordre chronologique
Uvsløkk n'est pas monté sur le podium individuel de la compétition de la Coupe du Monde.

### Coupe continentale

#### Places au classement général
- saison 2003/2004 : 39
- saison 2004/2005 : 70
- saison 2005/2006 : 52
- saison 2006/2007 : 1
- saison 2007/2008 : 42
- saison 2008/2009 : 106

#### Places sur le podium dans l'ordre chronologique
| n ° | Date            | Lieu    | Épreuve               | Temps du vainqueur | Rang | Débours | Vainqueur      |
| --- | --------------- | ------- | --------------------- | ------------------ | ---- | ------- | -------------- |
| 1.  | Le 10 mars 2007 | Stryn   | Gundersen HS100/15 km | 30:00.1 minutes    | 1.   | -       | -              |
| 2.  | Le 11 mars 2007 | Stryn   | Sprint HS100/7.5 km   | 22:00.9 minutes    | 3.   | +10.1 s | Mikko Kokslien |
| 3.  | Le 17 mars 2007 | Kuusamo | Gundersen HS142/15 km | 41:08.5 minutes    | 2.   | +16.2 s | Marco Kühne    |
| 4.  | Le 17 mars 2007 | Kuusamo | Sprint HS142/7.5 km   | 19:30.0 min        | 1.   | -       | -              |
| 5.  | Le 18 mars 2007 | Kuusamo | Gundersen HS142/15 km | 26:32.0 min        | 1.   | -       | -              |